# Melitaea radiata
Melitaea radiata är en fjärilsart som beskrevs av Aigner-abafi 1906. Melitaea radiata ingår i släktet Melitaea och familjen praktfjärilar. Inga underarter finns listade i Catalogue of Life.